# Slika Doriana Graya
Slika Doriana Graya (v izvirniku: The Picture of Dorian Gray) je fantazijski roman irskega pisatelja Oscarja Wilda. Prva verzija romana je izšla julija leta 1890. To je edini roman irskega pisatelja.

## Vsebina
Hedonistični lord Henry obišče slikarja Basila, občutljivo umetniško dušo. Basil takrat ravno ustvarja portret mladega in lepega Doriana Graya, ki je kot muza navdih njegove umetnosti. Henry z izjavami o tem, da je lepota edino, kar je vredno v življenju, vpliva na Doriana, ki si zaželi, da se ne bi nikoli postaral in da bi se namesto njega staral portret.
Pod Henryjevim vplivom se Dorian odloči uživati mladost in zaide tudi v delavsko četrt. Na hitro se zaroči z revno igralko Sybil, ki je tudi popolnoma zaljubljena vanj. Ko ji vloga Shakespearove Julije spodleti, jo razočarani Dorian grobo zavrne, češ da je bil le očaran nad lepoto njene igre in da mu brez tega ne pomeni ničesar. Sybil v obupu stori samomor, Dorian pa opazi, da se je na njegovem portretu pojavila poteza krutosti. Portret nemudoma skrije na podstrešje.
V naslednjih 18 letih Dorian preizkusi vse sprevrženosti, opisane v moralno sporni francoski knjigi, ki mu jo jo podaril Henry. Njegova podoba na portretu skozi čas postaja čedalje grša, medtem ko njegov videz na začudenje vseh ostaja nespremenjen. Po dolgem času ga obišče zaskrbljeni Basil, da bi ga vprašal o resničnosti govoric, ki krožijo o njem. Dorian odpelje Basila na podstrešje, kjer se ta zgrozi ob pogledu na portet in začne moliti za Dorianovo odrešenje. Dorian slikarja zabode, nato pa izsiljuje svojega starega znanca Alana Campbella, da se znebi trupla. Alan se pozneje ubije.
Dorian se čedalje bolj zateka k opiju. Pri nakupu droge naleti na Sybilinega brata Jamesa, ki ga prepozna po vzdevku Prince Charming. James se hoče maščevati, a ga Dorian prepriča, da ni našel pravega, saj je on vendar še premlad. Ko James izve, da Dorian že od nekdaj izgleda enako, mu začne slediti. To se konča med druženjem na lovu, kjer Jamesa po nesreči ustrelijo.
Dorian se odloči, da bo postal dober človek. S tem namenom noče prizadeti naivne Hetty Merton, ki se zaljubi vanj. Kljub temu portret, ki je zadnja sled njegove vesti, postaja še grši, saj Dorianovih dejanj ne usmerja dobrota, ampak radovednost, kaj se bo zgodilo s sliko. Dorian v besu prebode portret z nožem, ob tem pa služabniki zaslišijo predirljiv krik. Pod sliko lepega mladeniča najdejo truplo groznega človeka.

## Kritike
Takoj po izidu romana v literarni reviji so se zaradi očitnih aluzij na homoseksualnost pojavile ostre kritike, da je roman nemoralen. Wilde je zato za knjižno izdajo romana, ki je izšla leto dni pozneje, spremenil nekatere dele, roman pa je tudi razširil. Homoseksualnost je v knjižni izdaji bolj subtilna, dodani lik Sybilinega brata pa poudarja dimenzijo družbenih razredov v viktorijanski Angliji.

## Aluzije
Slika Doriana Graya ima veliko aluzij (namigovanj) na homoseksualnost, ki sicer ni niti enkrat omenjena, ampak se pojavlja med vrsticami, kot podtekst. Očitna je predvsem Basilova očaranost nad Dorianovo lepoto, ko Henryju pove, da bi njegova umetnost brez Doriana izgubila vsakršen smisel. V revijalni različici Basil primerja Doriana z Adonisom in Parisom ter pove, da je njegovo življenje zaradi Doriana lepše. V tem kontekstu lahko razumemo tudi Basilove besede, da slike ne more razstaviti pred javnostjo, ker je vanjo dal preveč sebe in ga zato preveč razgalja.
Ko lord Henry poučuje Doriana o življenjskih resnicah, mu nihilistično svetuje, da skušnjave lahko uklonimo le tako, da se jim prepustimo, sicer naša duša zboli v hrepenenju po tem, kar smo si odrekli. Katerim moralno sprevrženim skušnjavam se je Dorian vdajal in na kaj so se nanašale grozne govorice, ki so krožile o njem, ni konkretno omenjeno; seveda ne po pomoti. Tisto, kar ostaja neizrečeno (zgodovina homoseksualnosti je v glavnem zgodovina neizrečenega, ker je bila preganjana in tabu), še najbolj določno ubesedujejo Basilove besede, da druženje z Dorianom ugonobi vsakega mladega moškega; najprej ima z vsakim zelo tesen odnos, nato pa se po obdobju nerazdružljivosti odnos naenkrat konča, do tedaj ugledni mladenič pa postane socialni izločenec, ki po možnosti izgubi družino in kariero.
Neizrečeno se pojavi tudi pri Dorianovem izsiljevanju Alana Campbella. Dorian Alanu zagrozi, da bo razposlal pismo, v katerem bo razkril nekaj strašnega o njem. Kaj v pismu je Alanu nagnalo strah v kosti, ne izvemo, znano pa je, da so Oscarju Wildu v obdobju pred obsodbo pošiljali izsiljevalska pisma zaradi njegove istospolne usmerjenosti. Homoseksualnost je bila tedaj namreč ne le družbeno obsojana, ampak tudi kazniva; Oscarja Wilda so zaradi tega dve leti zaprli v zapor.
Poleg homoseksualnosti je v romanu še precej drugih aluzij in medbesedilnosti. Na primer, trikotnik Dorian - Sybil - James spominja na Hamleta, Ofelijo in Laera, ki se hoče Hamletu maščevati za smrt svoje sestre po tem, ko je zaradi njega storila samomor.

## Slovenska prevoda
Prvi slovenski prevod romana, ki ga je pripravil Stanko Vurnik, je izdala Zvezna tiskarna in knjigarna leta 1924. Najbolj razširjeni slovenski prevod je leta 1965 za zbirko 100 romanov Cankarjeve založbe ustvarila Rapa Šuklje.

## Filmske in gledališke priredbe
Roman je doživel veliko filmskih priredb; šest že do konca 1. svetovne vojne. Med zadnjimi in najbolj znanimi je priredba iz leta 2009, v kateri sta v glavnih vlogah zaigrala Ben Barnes in Colin Firth.
Nastalo je tudi veliko gledaliških priredb romana. Edino slovensko uprizoritev so leta 2010 ustvarili v ljubljanski Drami. 